# Nationalsocialistiska tyska studentförbundet

NSDStB:s symbol och logotyp

Nationalsocialistiska tyska studentförbundet (tyska: Nationalsozialistischer Deutscher Studentenbund, akronym: NSDStB), grundat 1926 som en del inom Nationalsocialistiska tyska arbetarepartiet (NSDAP), var verksam inom den högre utbildningen med målet att sprida nazismens ideologi, mål och världsåskådning inom den högre utbildningen och i universitetsmiljön.
Studentförbundet organiserades enligt samma principer (Führerprinzip, Machtdistanz och Kameradschaftshäusern) som övriga NSDAP. Från och med 1930 hade organisationens medlemmar också uniformerats med bruna skjortor med en tydlig swastika. 
År 1936 slogs NSDStB ihop med den Tyska studentkåren (DSt) efter mångåriga slitningar organisationerna emellan.
När Nazityskland besegrades i Andra världskriget förklarades samtliga organisationer förknippade med det Nationalsocialistiska tyska arbetarepartiet för kriminella och förbjöds 10 oktober 1945 av det Allierade kontrollrådet.

## Kampanj mot "otyskheten"

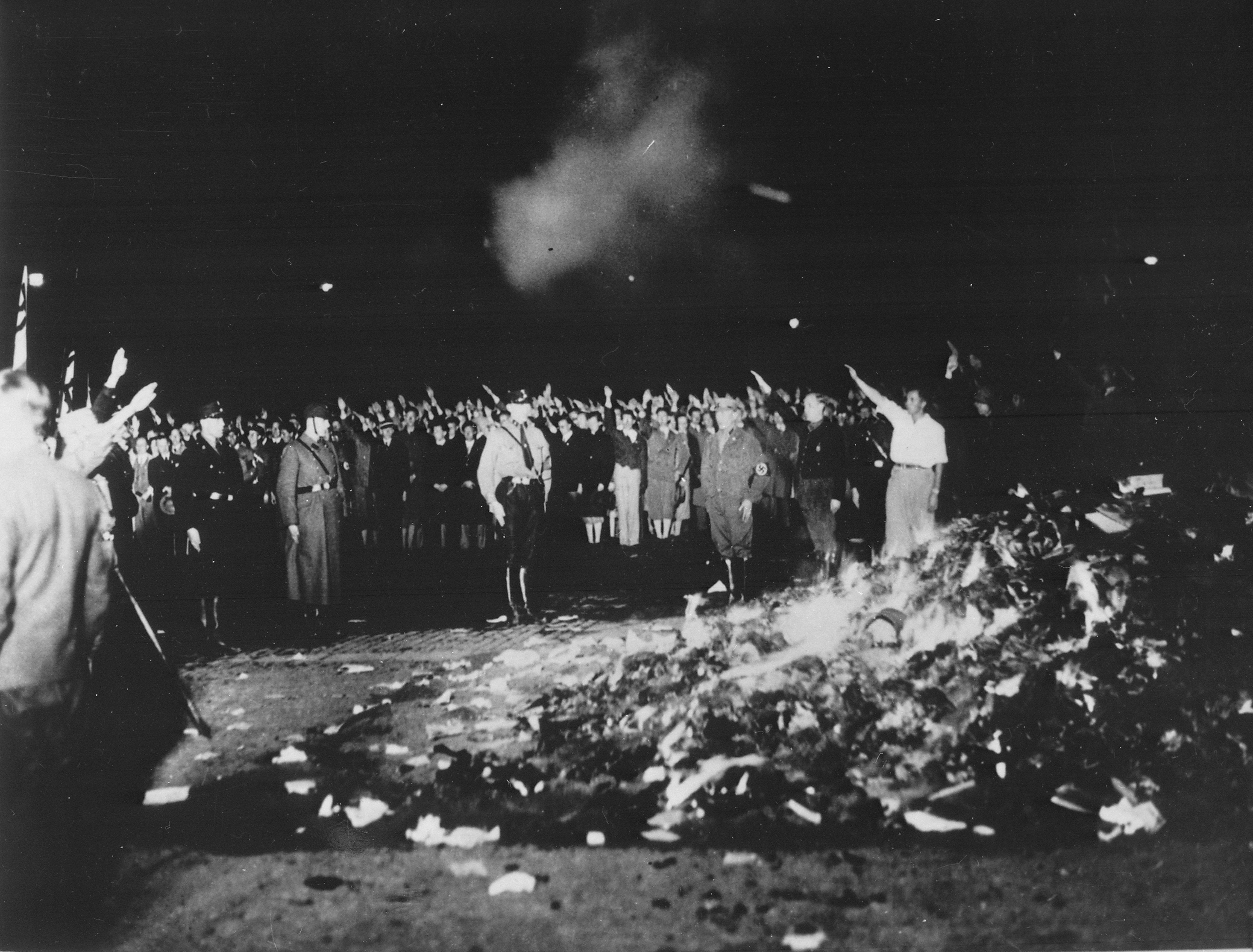
Bokbränningen på Opernplatz i Berlin 10 maj 1933

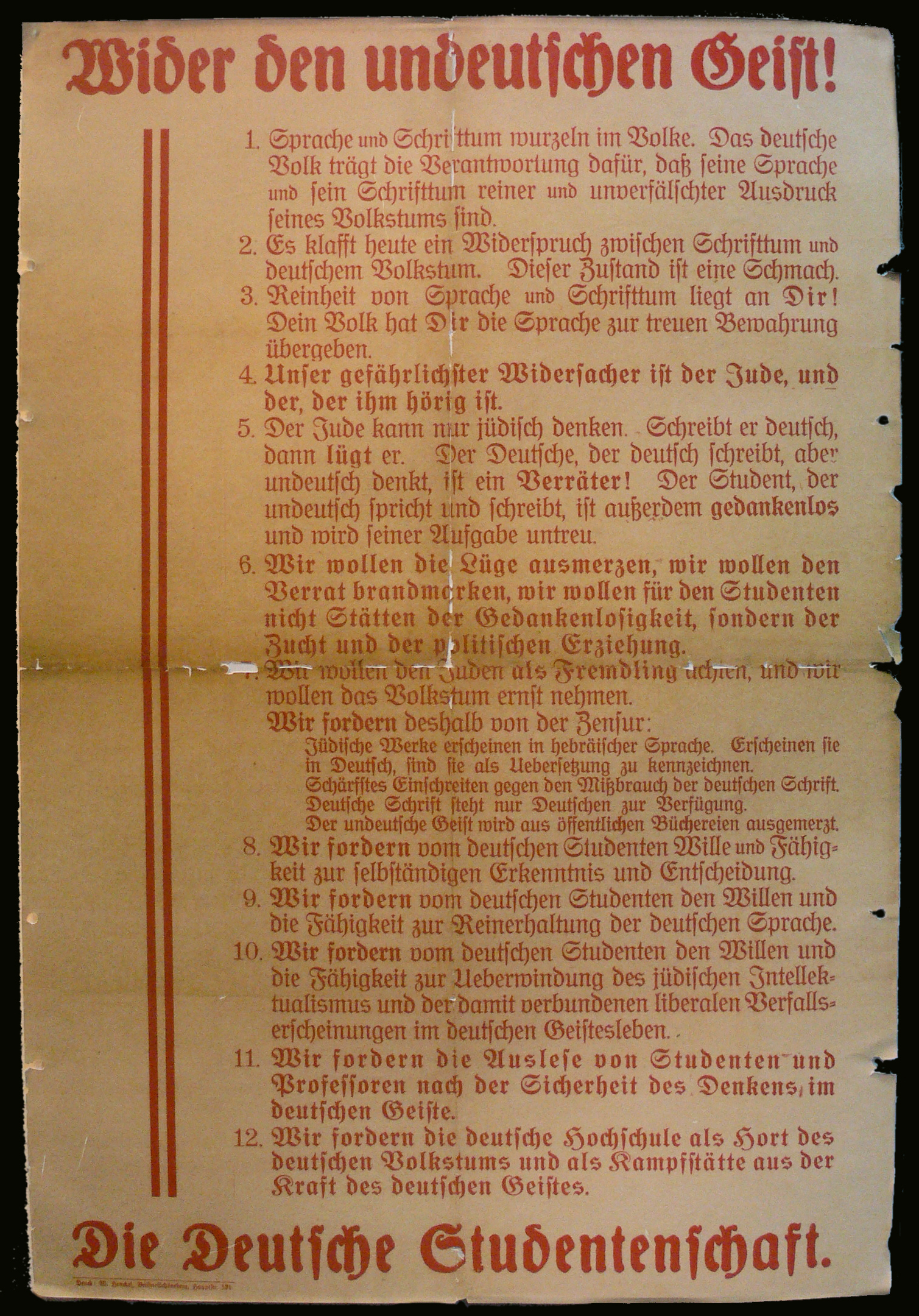
Det vida spridda flygbladet från den Tyska studentkåren med de tolv teserna deklarerade, vilken förespråkar bokbål.

I april 1933 tog den Tyska studentkåren, under ledning av Nationalsocialistiska tyska studentförbundet, initiativet till en aktion mot otyskheten, vilken kavlades ut från centralt håll till alla tyska universitetsstäder. Studentkåren presenterade tolv teser, inklusive ett yrkande på censur, någon som sedan en tid praktiserats. Efter att den Tyska studentkåren utropat nationell samling mot "otyskheten" den 6 april 1933 genomförde medlemmar från Tyska studentkåren och Nationalsocialistiska tyska studentförbundet 6 maj en planerad attack mot Institutet för sexualforskning som låg i Berlinstadsdelen Tiergarten. Några dagar senare (10 maj) togs institutets bibliotek och arkiv till Opernplatz där de brändes. Uppemot 20 000 böcker och journaler samt 5 000 bilder förstördes.

## Bundes- och reichsführer
| År        | Namn                 | Titulering            | Notering                                                                                       |
| --------- | -------------------- | --------------------- | ---------------------------------------------------------------------------------------------- |
| 1926‑1928 | Wilhelm Tempel       | Bundesführer          |                                                                                                |
| 1928‑1932 | Baldur von Schirach  | Bundesführer          | Från år 1931 var han också Reichsjugendführer.                                                 |
| 1932‑1933 | Gerd Rühle           | Bundesführer          |                                                                                                |
| 1933‑1934 | Oskar Stäbel         | Bundesführer          | Samt till förordnad Führer för den Tyska studentkåren.                                         |
| 1934‑1936 | Albert Derichsweiler | Bundesführer          |                                                                                                |
| 1936‑1945 | Gustav Adolf Scheel  | Reichsstudentenführer | Som Reichsstudentenführer för NSDStB var Scheel också Führer för den Tyska studentkåren (DSt). |